# Église Notre-Dame-de-Częstochowa de Lubin
 (juin 2022).
Le contenu est difficilement compréhensible vu les erreurs de traduction, qui sont peut-être dues à l'utilisation d'un logiciel de traduction automatique.
 (août 2023).
Si vous disposez d'ouvrages ou d'articles de référence ou si vous connaissez des sites web de qualité traitant du thème abordé ici, merci de compléter l'article en donnant les références utiles à sa vérifiabilité et en les liant à la section « Notes et références ».
L’église Notre-Dame-de-Częstochowa (polonais : Kościół Matki Bożej Częstochowskiej) est un édifice religieux catholique romain de style gothique, située dans la rue Kołłątaja, à Lubin, en Pologne. C’est l’église de la paroisse salésienne de la Vierge de Częstochowa.

## Architecture

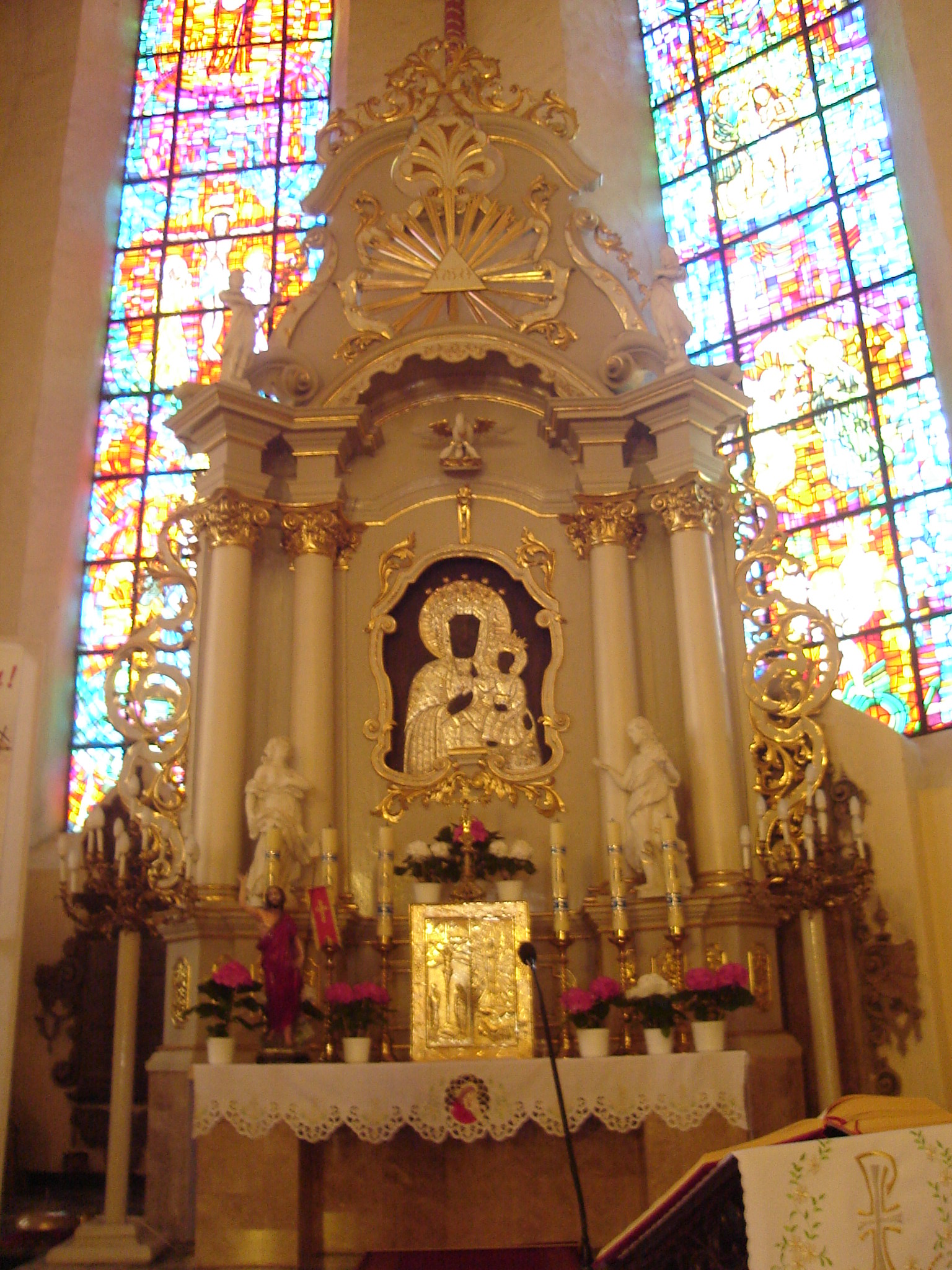
Le maître-autel

L'église a été construite entre la seconde moitié du XIVe siècle et le début du XVIe siècle, avec des interruptions dues aux guerres. C’est une église orientée, construite en brique, de style gothique. On y retrouve les liernes (dans la nef), les voûtes d’ogives (dans le chœur et dans les nefs latérales) et les voûtes réticulées (dans la chapelle nord).

## Décor

### Autel
L’autel de la Vierge de Częstochowa, de style baroque, crée au XVIIIe siècle, a été transporté à l’église à Legnickie Pole après la Seconde Guerre mondiale. Au-dessus du tabernacle, dans le maître-autel, il est situé l’image de la Vierge de Częstochowa, entouré des ornements végétaux en or. Les deux personnages féminins, chacun situé entre les deux colonnes, sont tournés vers le tableau. La première statue exprime l’admiration, avec sa tête levée et la main sur le poitrine. La seconde est présentée dans la pose de la prière, avec les mains levées. Au-dessus du tableau, il se trouve une petite sculpture du pélican nourrisant ses petits avec son sang, qui constitue un symbole de l’Eucharistie, tandis que plus haut, il est situé le signe de la Sainte Trinité  - le triangle avec le nom de Dieu entouré de rayons. 

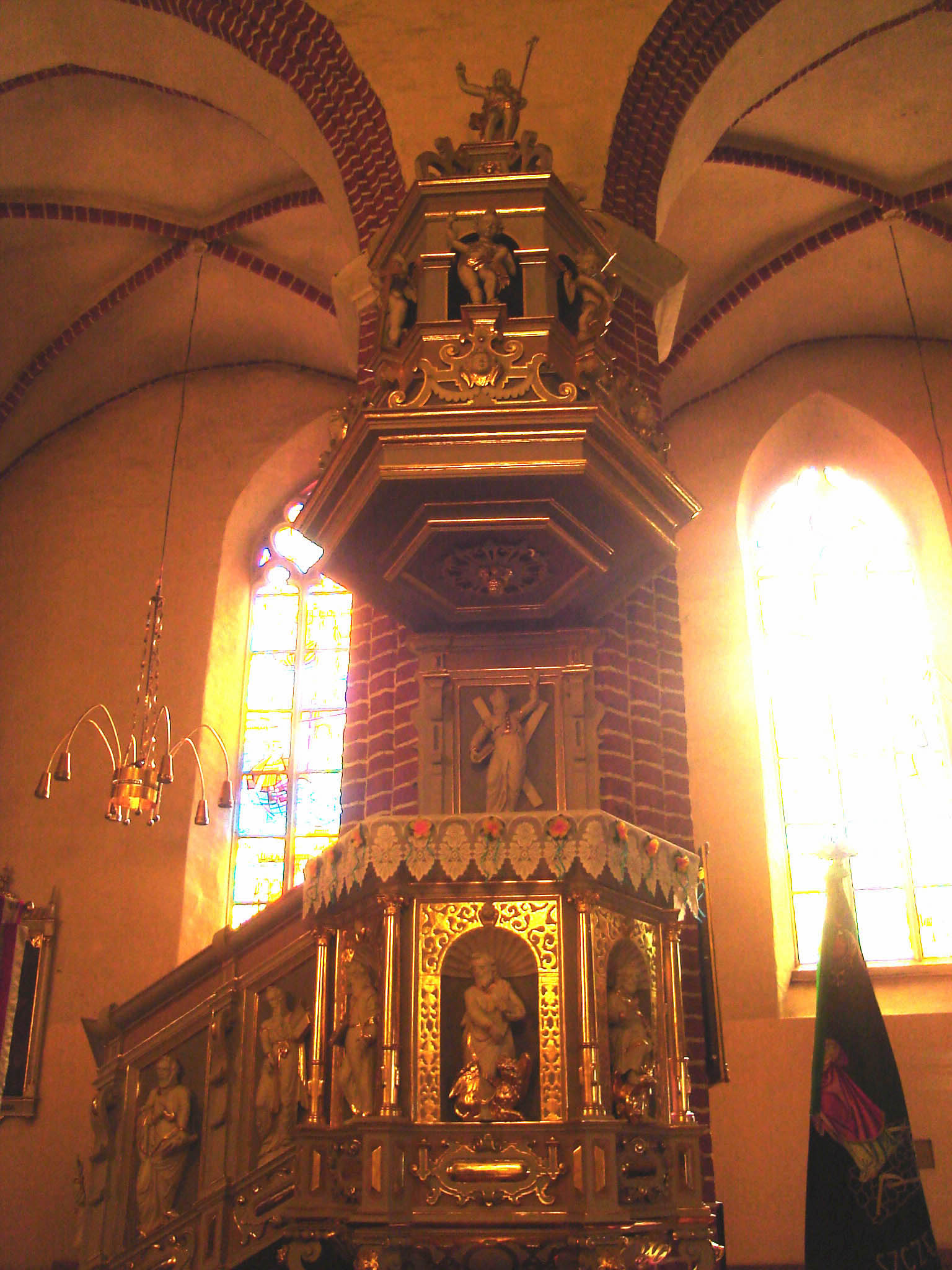
La chaire

Les deux autres autels, situés originairement à l’église de Lubin, aujourd'hui se trouvent à Wrocław. Le pentaptyque de sommeil de la Vierge, du gothique tardif (1522) a été transporté à la cathédrale Saint-Jean-Baptiste de Wrocław, endommagée pendant le siège de Wrocław en 1945, où il sert de maître-autel. Son auteur est appelé Maître des autels de Lubin. Quant au triptyque du Saint Séverin de 1523, il est situé au Musée National à Wrocław.

### Tabernacle
Le tabernacle fait en pierre est situé à gauche de l’autel. Le Saint-Sacrement y a été déposé. C’est le plus important objet de cette église. 

### Chaire
La chaire de 1623, du style de la renaissance tardive, est ornée avec les statues des apôtres et des évangélistes entourés des ornements végétaux en or. À part de ces personnages situés à la balustrade, on peut y trouver aussi les statues et les reliefs des anges et la statue du Jésus-Christ, avec sa main droite levée et la croix dans sa main gauche. 

### Stalles

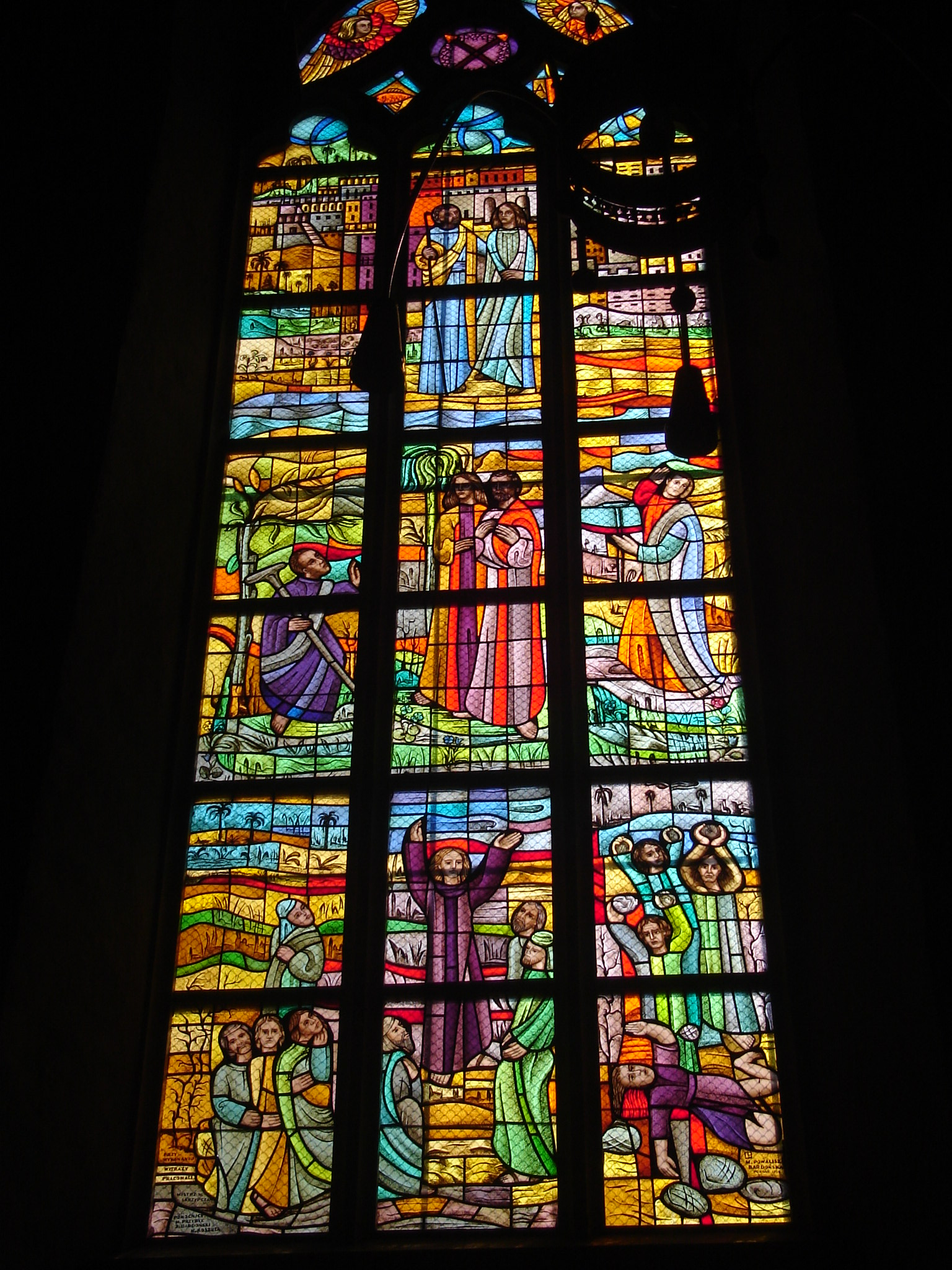
L’un des vitraux dans la nef latérale

À l’église, à part de bancs pour les fidèles, il y a les stalles, originairement destinées au clergé et aujourd’hui utilisé par les frères lais. Elles sont ornées de petits images, visiblement fatigués par le temps. C’est pourquoi il est difficile de voir ce qu’ils représentent, par exemple l’image sur une de stalles à droite de l’entrée peut représenter un lion au pied de la tour, les deux serpents ou les pelles croisées. 

### Vitraux
Dans le chœur de l’église il y a 5 vitraux. Le premier présente le prince Ladislas, le prieur Augustyn Kordecki regardant l’icône de la Vierge Noire et la défense de Jasna Góra. Au second vitrail on peut voir le Couronnement de la Vierge, l’Adoration des Rois mages et la Sainte Anne avec Marie, et le troisième présente la chute d’Adam et d’Ève, Dieu parmi les anges et les créatures de Dieu. Le quatrième vitrail présente La Nativité et la mort de Jésus, tandis que le cinquième présente l’effusion[Quoi ?] du Saint-Esprit, le baptême de Jésus, l’Annonciation et l’archange Michel. 
Dans la nef latérale sud il y a trois vitraux. Le premier présente les événements de l’évangile: l’appellation des disciples, la pêche miraculeuse et la multiplication des pains. Le deuxième vitrail présente les événements des Actes des Apôtres: la guérison de l’homme boiteux par les apôtres Pierre et Jean et le martyre d’Étienne. Le troisième vitrail présente la conversion de Saul, aussi que le baptême ou l’imposition des mains pour donner le Saint-Esprit. Dans la nef latérale nord, où est située la chapelle de Sainte Barbe, patronne de mineurs, se trouve le vitrail présentant cette Sainte, sa conversion et son martyre, aussi que le blason de Lubin.

### Autres
À l’église, se trouvent, entre autres, les épitaphes, les plaques funéraires ou la croix du gothique tardif.